# يوهانز كارل غوديونسون
يوهانز كارل غوديونسون (مواليد 25 مايو 1980 في أكرانيس - آيسلندا) لاعب كرة قدم آيسلندي يلعب حاليا لصالح نادي الدرجة الممتازة بيرنلي الإنجليزي منذ 2007 في مركز الوسط المحوري .

## روابط خارجية
- يوهانز كارل غوديونسون على موقع قاعدة بيانات كرة القدم.إي يو (الإنجليزية)
- يوهانز كارل غوديونسون على موقع ناشيونال فوتبول تيمز (الإنجليزية)
- يوهانز كارل غوديونسون على موقع Soccerbase.com (لاعب) (الإنجليزية)
- يوهانز كارل غوديونسون على موقع عالم كرة القدم.نت (الإنجليزية)
- يوهانز كارل غوديونسون على موقع AS.com (الإسبانية)